# 파로 (래퍼)
파로(PHAROH, 본명: 윤석준, 1985년 ~ )는 대한민국의 래퍼이다. 윤대장이라는 이름으로도 활동하기도 했다.`

## 학력
- 경기대학교 스포츠경영학

## 뮤직비디오
- 연남동(延南洞)
- No No No feat. Jessica H.O [제시]
- 선셋 비치(Sunset Beach)
- 서울살롱(Seoul Salon) feat. Darley

## 출연 작품
- 《소사이어티 게임》 (2016) - 참가자